# Vätan 22

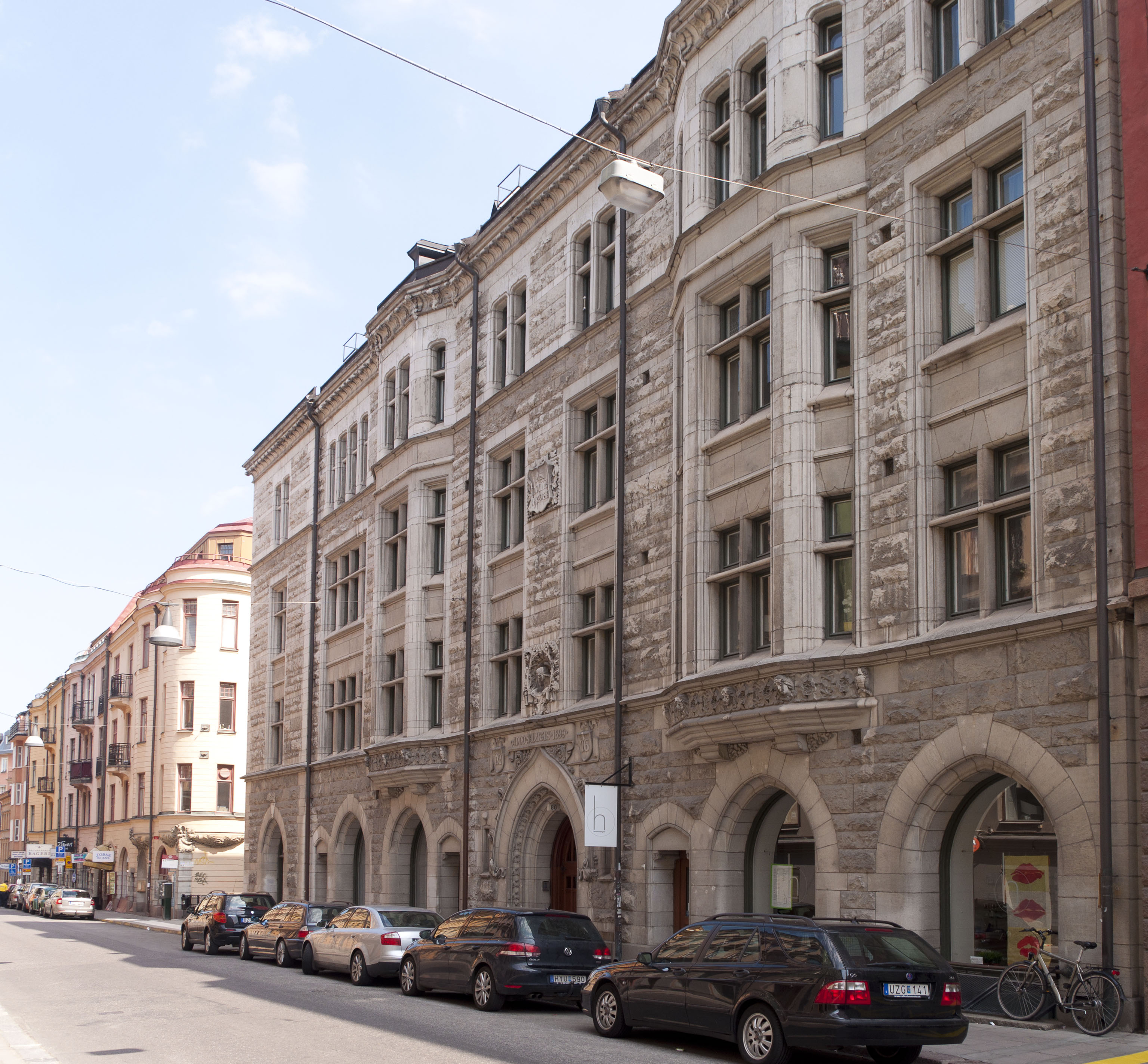
Vätan 22 utmed Regeringsgatan

Vätan 22 är fastighetsbeteckningen för den byggnad som 1898-1900 restes vid Regeringsgatan 80 och Snickarbacken 7 på Norrmalm i centrala Stockholm. Byggnaden inom fastigheten är blåmärkt av Stadsmuseet i Stockholm vilket innebär att den bedömts vara av synnerligen högt kulturhistoriskt värde.

## Historik

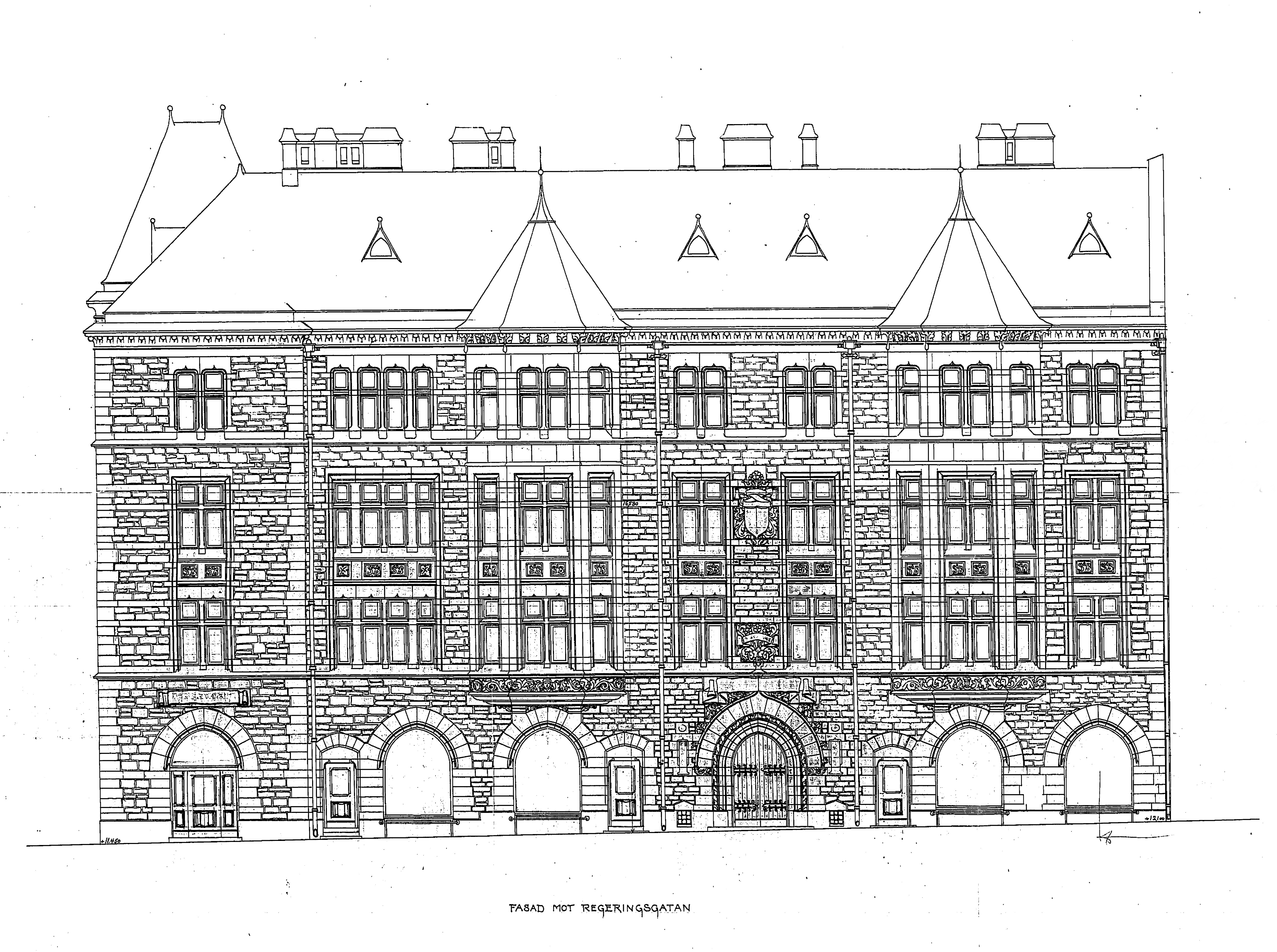
Fasad mot Regeringsgatan, ritning 1898.

På 1880-talet hade jesuiterna övertagit Sankta Eugenia katolska församling i huvudstaden. Enligt kontraktet från 1882 hade man rätt att uppföra en egen kyrka helgad åt Heliga Birgitta med kollegium och residens. För insamlandet och förvaltandet av medel till bygget hade man bildat Aktiebolaget Sankta Birgitta och 1895 uppgick nettoförmögenheten till nästan 400.000 kr. Året därpå gav jesuitgeneralen Luis Martin tillstånd att realisera den första delen av byggplanen "kleine Kolleg" på den tomtmark man köpt på sig vid i kvarteret Vätan för ändamålet.
Arkitekterna Isak Gustaf Clason och Bror Almquist, vilka tidigare arbetat tillsammans på Hallwylska palatset ritade byggnaden. Claeson var en förespråkare för äkta material och en av pionjärerna i det sena 1800-talets hela fasader i natursten. Byggnaden som restes 1898-1900 av byggmästare Andreas Gustaf Sällström  försågs med kalkstensfasader i tuktad sten. Ovanför porten med den tidigare adressen Regeringsgatan 76 återfinns en byst föreställande Heliga Birgitta. Under bysten finns är orden "Anno salutis 1899" och "Salve" inhuggna vilket översatt från latin betyder "I frälsningens år 1899" och "Var hälsad". Där ovanför finns en huggen vapensköld med texten "Nisi dominus frustra" vilket kan översättas med "Om inte Herren förgäves". Detta är ett citat ur psaltarpsalmen 127: "Om Herren inte bygger huset, så arbetar de förgäves som bygger på det."
I november 1900 invigdes det blivande jesuitkollegiet, där fyra rum avsatts för Eugeniaförsamlingens skola medan resten tillsvidare uthyrdes som bostäder. Nästa led i projektet var att förverkliga uppförandet av kyrkan. Härav blev dock inget till följd av minskade antal nya konvertiter i kombination med en maktkamp med den katolske biskopen Albert Bitter i Sankt Eriks katolska församling som var rädd för att hamna i skymundan.
Folkskola i församlingens regi var kvar fram till 1940-talet. Idag rymmer fastigheten bostadsrätter, butikslokaler och Pernbys målarskola som bland annat använder folkskolans slöjdlokaler som ateljé.

## Bilder

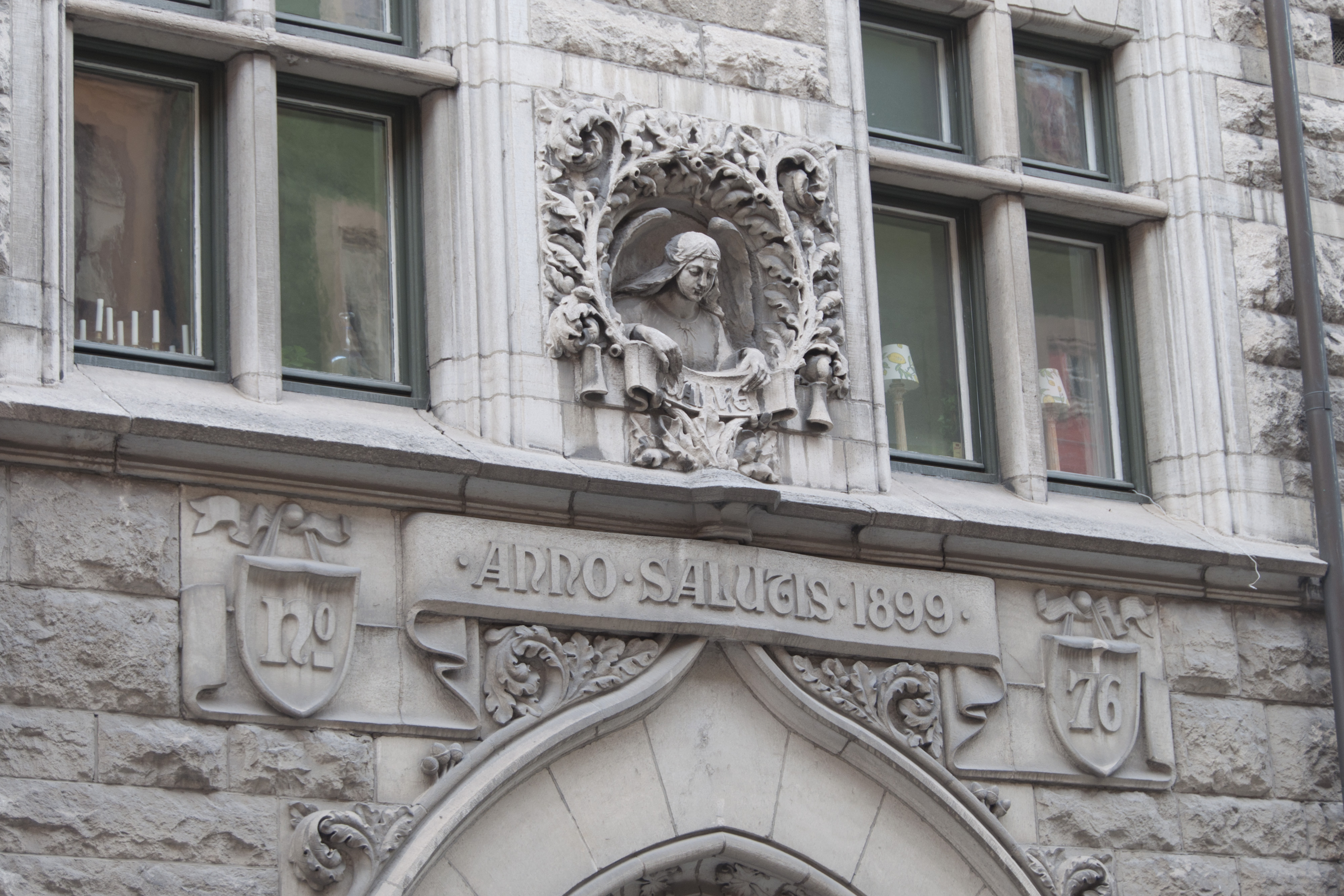
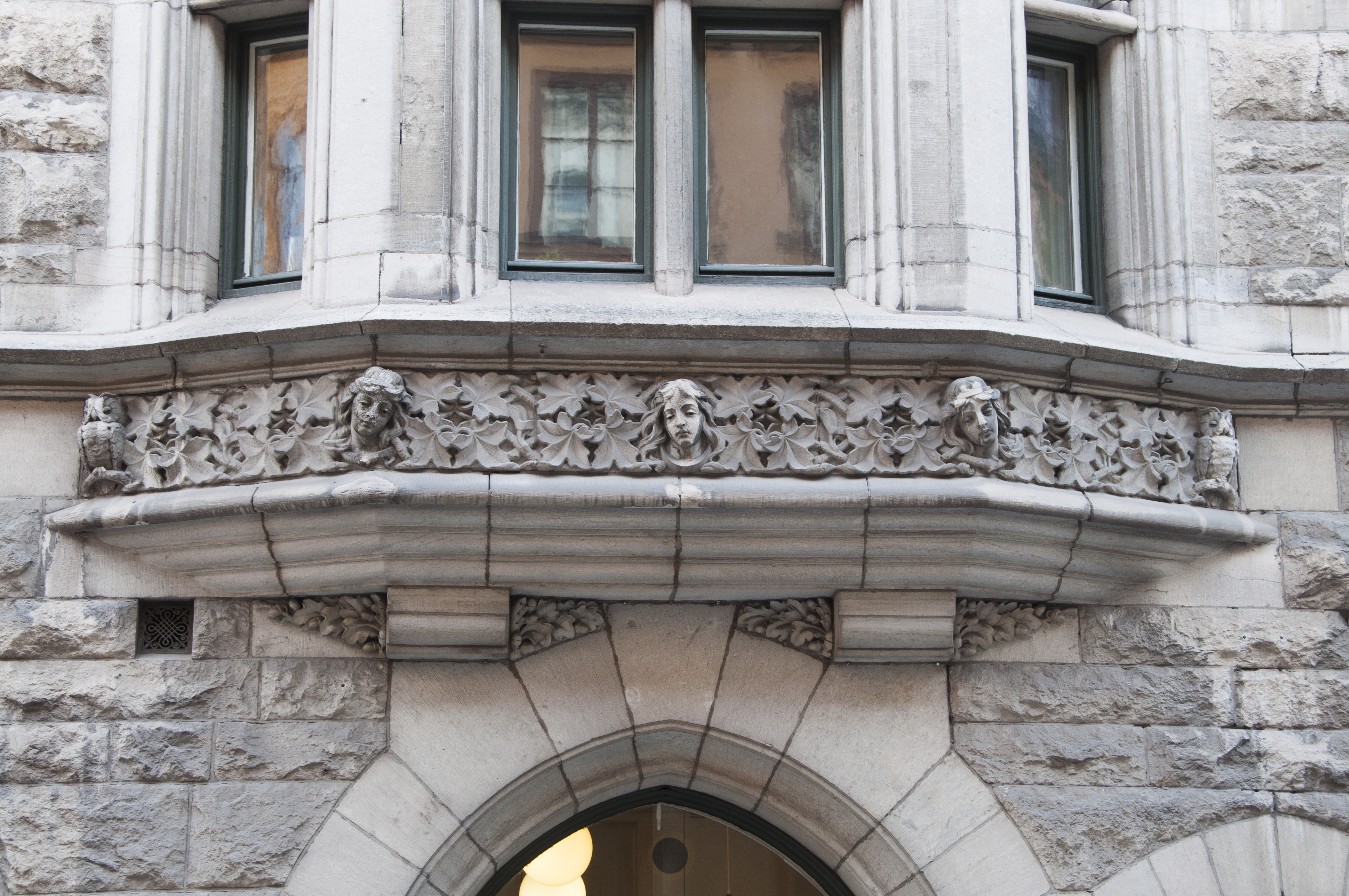
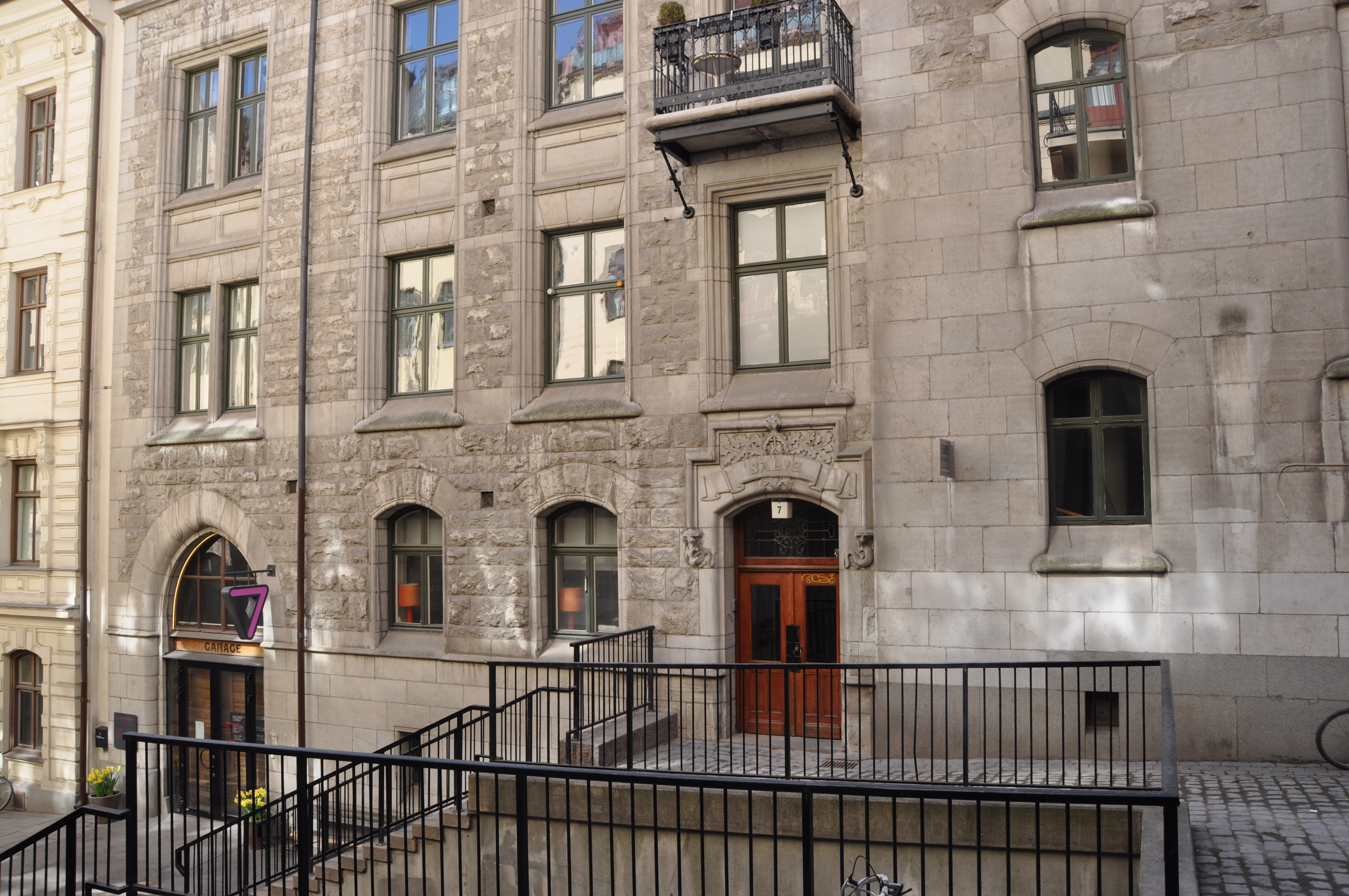
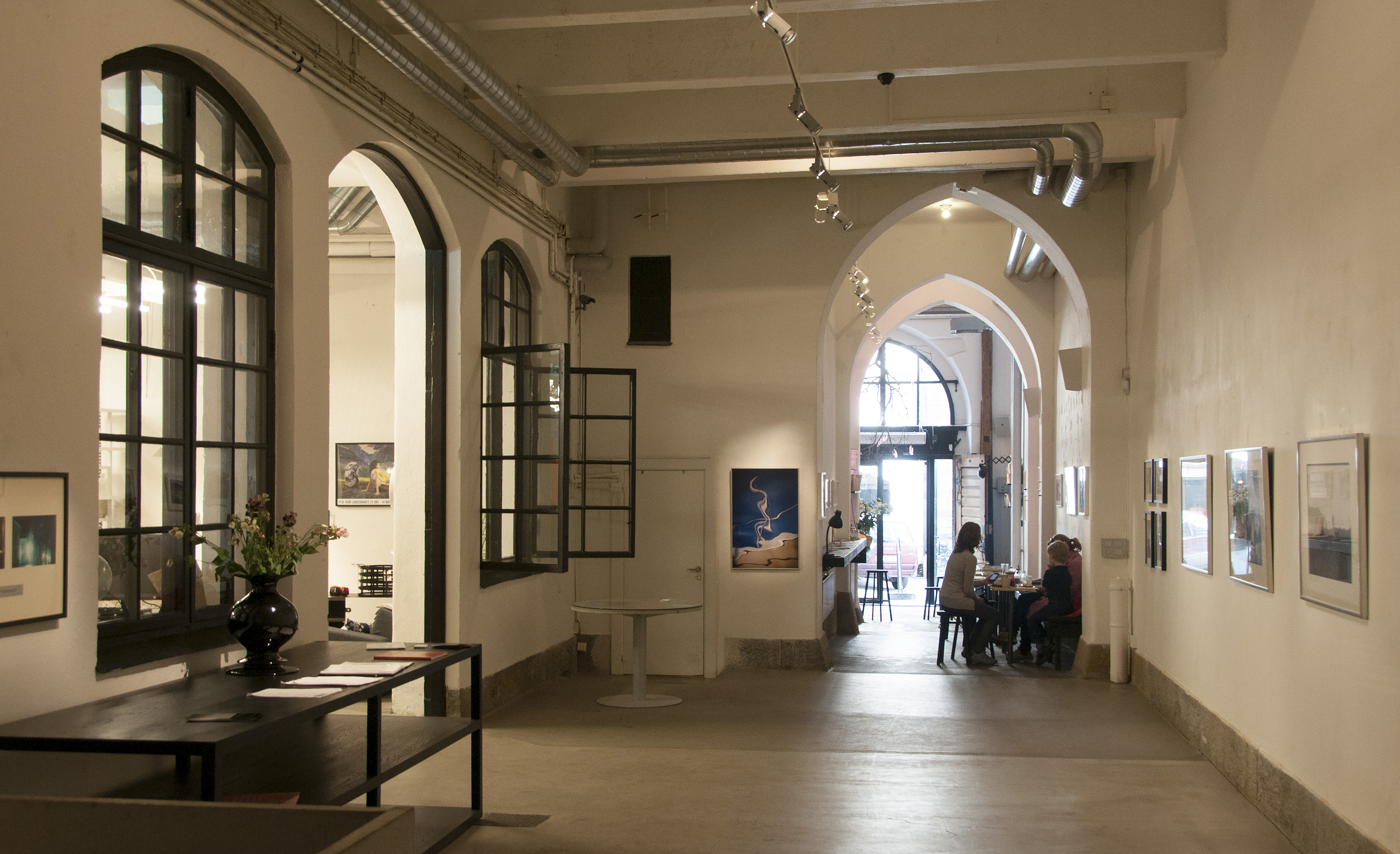